# Batopora problematica
Batopora problematica is een mosdiertjessoort uit de familie van de Batoporidae. De wetenschappelijke naam van de soort is voor het eerst geldig gepubliceerd in 2004 door Bock & Cook.